# Фурса, Леонтий Петрович
Леонтий Петрович Фурса (бел. Лявонцій Пятровіч Фурса; 9 декабря 1934 — 3 ноября 2020) — советский и белорусский спортсмен и тренер по вольной борьбе. Мастер спорта СССР (1961), Заслуженный тренер Белорусской ССР (1968), судья международной категории (1980). Почётный гражданин города Гродно (2004).

## Биография
Родился 9 декабря 1934 года в городе Свислочь Гродненской области Белорусской ССР в семье рабочего.
В 1953 году окончил среднюю школу и в этом же году поступил в Белорусский институт физической культуры (ныне Белорусский государственный университет физической культуры). Здесь занимался различными видами спорта, остановившись на вольной борьбе. Занимался с заслуженными тренерами СССР и БССР — преподавателями вуза профессором Б. М. Рыбалко и доцентом П. В. Григорьевым. Выступал за добровольное спортивное общество «Урожай» (Минск) на первенстве республики.
В 1957 году Леонтий Фурса окончил институт и по распределению должен был работать в Слуцке, но благодаря поддержке Георгия Георгиевича Власова, руководителя Гродненского областного детского спортивного общества, оказался в Гродно. Здесь с 1957 года работал тренером-преподавателем по вольной борьбе в городской школе высшего спортивного мастерства.
Первый тренерский успех пришёл к Фурсе в 1961 году, когда его ученик Кузьма Бодак стал бронзовым призёром чемпионата СССР (впоследствии тоже занялся тренерской деятельностью), а сам Леонтий Петрович получил звание мастера спорта СССР по вольной борьбе.
Среди воспитанников Л. П. Фурсы более 100 мастеров спорта по вольной борьбе, в числе которых два участника Олимпийских игр, а также пять заслуженных тренеров Белорусской ССР. Его учениками завоёвано 35 медалей на чемпионатах СССР, Европы и мира. Гордостью тренера являются: А. Карницкий — бронзовый призёр чемпионата Европы (2001) и чемпион Всемирной Универсиады (2004); П. Сандюк — чемпион СССР (1982); А. Савко — обладатель кубка мира, бронзовый призёр чемпионата Европы (1993), чемпион СССР, двукратный обладатель Кубка СССР; К. Бодак, А. Чертиков, О. Гоголь, В. Мальдзигов, П. Сиясь — призёры первенства и чемпионатов СССР. Также тренировал борцов-женщин — Светлана Ломашенко на чемпионате Европы стала серебряным призёром, Вероника Торяник входит в состав сборной Белоруссии по вольной борьбе. Фурса Леонтий Петрович признан лучшим тренером в Белоруссии по вольной борьбе в подготовке спортсменов-юниоров среди девушек по итогам 2012 года.
Является членом президиума Гродненской областной организации Белорусского общественного объединения «Ветераны физической культуры и спорта».

## Награды и звания
- Мастер спорта СССР (1961)
- Заслуженный тренер Белорусской ССР (1968)
- Судья международной категории (1980)
- Почётный гражданин Гродно (2004)[7]

## Память
Ежегодно в городе Гродно проводится Международный турнир по вольной борьбе на призы Почётного гражданина города — Л. П. Фурсы.